# 卡斯特雷洪德特拉万科斯
卡斯特雷洪德特拉万科斯，是西班牙卡斯蒂利亚-莱昂巴利亚多利德省的一个市镇。总面积30平方公里，总人口250人（2001年），人口密度8人/平方公里。